# 蕭撒葛只
萧撒葛只（10世纪？—951年），小字撒葛只，辽世宗耶律阮的皇后，父为辽太祖淳钦皇后述律平的弟弟萧阿古只。
耶律阮为永康王的时候（即大同元年，947年），纳为妾室。天禄元年（947年），丈夫即位，立甄氏为皇后。而萧撒葛只则在次年生下儿子耶律贤，即辽景宗。另有三女，耶律和古典、耶律观音、耶律撒剌。
天禄三年（949年）十月，被辽世宗立为皇后。她与甄氏是辽朝仅有的两个同时存在的皇后。天禄四年（950年）秋，萧撒葛只生下了萌古公主（与耶律撒剌可能为同一人）。天禄五年（951年）九月，耶律察割弑杀辽世宗，萧撒葛只乘步辇，诣见察割，请求收殓皇帝遗体。第二天，萧撒葛只被察割所杀，谥曰孝烈皇后。辽兴宗重熙二十一年（1052年）改谥号为怀节皇后。